# Final de la Copa Constitució 2022
La final de la Copa Constitució 2022 se disputó el 29 de mayo de 2022 en el Estadio Nacional en Andorra la Vieja, Andorra.

## Finalistas
En negrita, las finales ganadas.
| Equipos                 | Finales jugadas anteriormente | Finales jugadas anteriormente |
| ----------------------- | ----------------------------- | ----------------------------- |
| Atlètic Club d'Escaldes | 1                             | 2021.                         |
| Extremenya              | Ninguna                       | Ninguna                       |

## Camino a la final
| Atlètic Club d'Escaldes | Atlètic Club d'Escaldes | Atlètic Club d'Escaldes | Eliminatoria     | Extremenya | Extremenya | Extremenya     |
| ----------------------- | ----------------------- | ----------------------- | ---------------- | ---------- | ---------- | -------------- |
| Rival                   | Resultado               | Resultado               | Fase             | Rival      | Resultado  | Resultado      |
| UE Santa Coloma         |                         | 2-0                     | Cuartos de final | Carroi     |            | 1-0            |
| Inter Club d'Escaldes   |                         | 2-2 (4-2 pen.)          | Semifinales      | Engordany  | Visitante  | 1-1 (2-4 pen.) |

## Partido
| 29 de mayo, 17:00 | Atlètic Club d'Escaldes                                                           | 4:1 (1:1) | Extremenya     | Estadio Nacional, Andorra la Vieja |                         |
|                   | Aarón Sánchez 31' · Iván Garrido 61' · Luigi San Nicolás 64' · Adri Rodrígues 90' | Reporte   | Marc Joval 14' | Árbitro(s): Rui Queirós            | Árbitro(s): Rui Queirós |

| Campeón: Atlètic Club d'Escaldes 1º título |